# Saint-Romain-les-Atheux
Pour les articles homonymes, voir Saint-Romain.
 (février 2018).
Si vous disposez d'ouvrages ou d'articles de référence ou si vous connaissez des sites web de qualité traitant du thème abordé ici, merci de compléter l'article en donnant les références utiles à sa vérifiabilité et en les liant à la section « Notes et références ».
Saint-Romain-les-Atheux est une commune française située dans le département de la Loire, en région Auvergne-Rhône-Alpes.

## Géographie
Au sud-ouest du département de la Loire, en lisière ouest du parc naturel du Pilat, dans le Haut-Pilat, à quelques kilomètres au sud de l'agglomération stéphanoise et à mi-chemin entre le Chambon-Feugerolles et Saint-Genest-Malifaux, chef-lieu de canton, Saint-Romain-les-Atheux, commune rurale de 918 habitants, s'étend sur 1 468 hectares et se situe à l'altitude moyenne de 885 mètres.
Les communes limitrophes sont au nord, Saint-Genest-Malifaux et la Ricamarie ; à l'est Saint-Genest-Malifaux et Jonzieux ; au sud Saint-Just-Malmont (en Haute-Loire) ; à l'ouest le Chambon-Feugerolles.
Elle est reliée par la RD 22 au nord au Chambon-Feugerolles, où les San-Roumi bénéficient d'un accès à l'autoroute A 47, et au sud-ouest à Saint-Genest-Malifaux. Le bourg est traversé d'est en ouest par la RD 22-2, qui rejoint la RD 22 et n'a pas de vocation d'itinéraire de transit mais plutôt de desserte locale, et est drainé par des rues étroites.
Sur le territoire communal, la topographie se caractérise par une zone de hauts plateaux au sud (d'altitude comprise entre 850 et 950 mètres), au relief vallonné et entaillé de vallées : le couloir de l'Ondaine et ses deux affluents, le Valchérie et le Cotatay. L'altitude minimale est de 630 mètres au nord-ouest de la commune, au niveau de la rivière Valchérie et de la rivière le Cotatay, et l'altitude maximale est de 982 mètres au sud-est en amont du hameau le Breton.
La commune est soumise à un climat de moyenne montagne, assez tempéré, relativement pluvieux. La température moyenne annuelle est
comprise entre 7 et 9 °C. Les températures hivernales sont basses. Les précipitations moyennes annuelles sont comprises entre 800 et 1000 millimètres.
| Le Chambon-Feugerolles         | La Ricamarie            |                       |
|                                | Saint-Romain-les-Atheux | Saint-Genest-Malifaux |
| Saint-Just-Malmont Haute-Loire | Jonzieux                |                       |

### Climat
Pour des articles plus généraux, voir Climat d'Auvergne-Rhône-Alpes et Climat de la Loire.
En 2010, le climat de la commune est de type climat des marges montargnardes, selon une étude du Centre national de la recherche scientifique s'appuyant sur une série de données couvrant la période 1971-2000. En 2020, Météo-France publie une typologie des climats de la France métropolitaine dans laquelle la commune est exposée à un climat de montagne ou de marges de montagne et est dans la région climatique Nord-est du Massif Central, caractérisée par une pluviométrie annuelle de 800 à 1 200 mm, bien répartie dans l’année.
Pour la période 1971-2000, la température annuelle moyenne est de 8,7 °C, avec une amplitude thermique annuelle de 16,1 °C. Le cumul annuel moyen de précipitations est de 957 mm, avec 9,7 jours de précipitations en janvier et 6,9 jours en juillet. Pour la période 1991-2020, la température moyenne annuelle observée sur la station météorologique de Météo-France la plus proche, « Saint-Étienne », sur la commune de Saint-Étienne à 9 km à vol d'oiseau, est de 11,4 °C et le cumul annuel moyen de précipitations est de 793,9 mm,. Pour l'avenir, les paramètres climatiques de la commune estimés pour 2050 selon différents scénarios d'émission de gaz à effet de serre sont consultables sur un site dédié publié par Météo-France en novembre 2022.

## Urbanisme

### Typologie
Au 1er janvier 2024, Saint-Romain-les-Atheux est catégorisée commune rurale à habitat dispersé, selon la nouvelle grille communale de densité à sept niveaux définie par l'Insee en 2022.
Elle est située hors unité urbaine. Par ailleurs la commune fait partie de l'aire d'attraction de Saint-Étienne, dont elle est une commune de la couronne,. Cette aire, qui regroupe 105 communes, est catégorisée dans les aires de 200 000 à moins de 700 000 habitants,.

### Occupation des sols
L'occupation des sols de la commune, telle qu'elle ressort de la base de données européenne d’occupation biophysique des sols Corine Land Cover (CLC), est marquée par l'importance des forêts et milieux semi-naturels (57,9 % en 2018), une proportion sensiblement équivalente à celle de 1990 (58,3 %). La répartition détaillée en 2018 est la suivante : 
forêts (53,7 %), prairies (21,5 %), zones agricoles hétérogènes (17,5 %), milieux à végétation arbustive et/ou herbacée (4,2 %), zones urbanisées (3,1 %). L'évolution de l’occupation des sols de la commune et de ses infrastructures peut être observée sur les différentes représentations cartographiques du territoire : la carte de Cassini (XVIIIe siècle), la carte d'état-major (1820-1866) et les cartes ou photos aériennes de l'IGN pour la période actuelle (1950 à aujourd'hui).

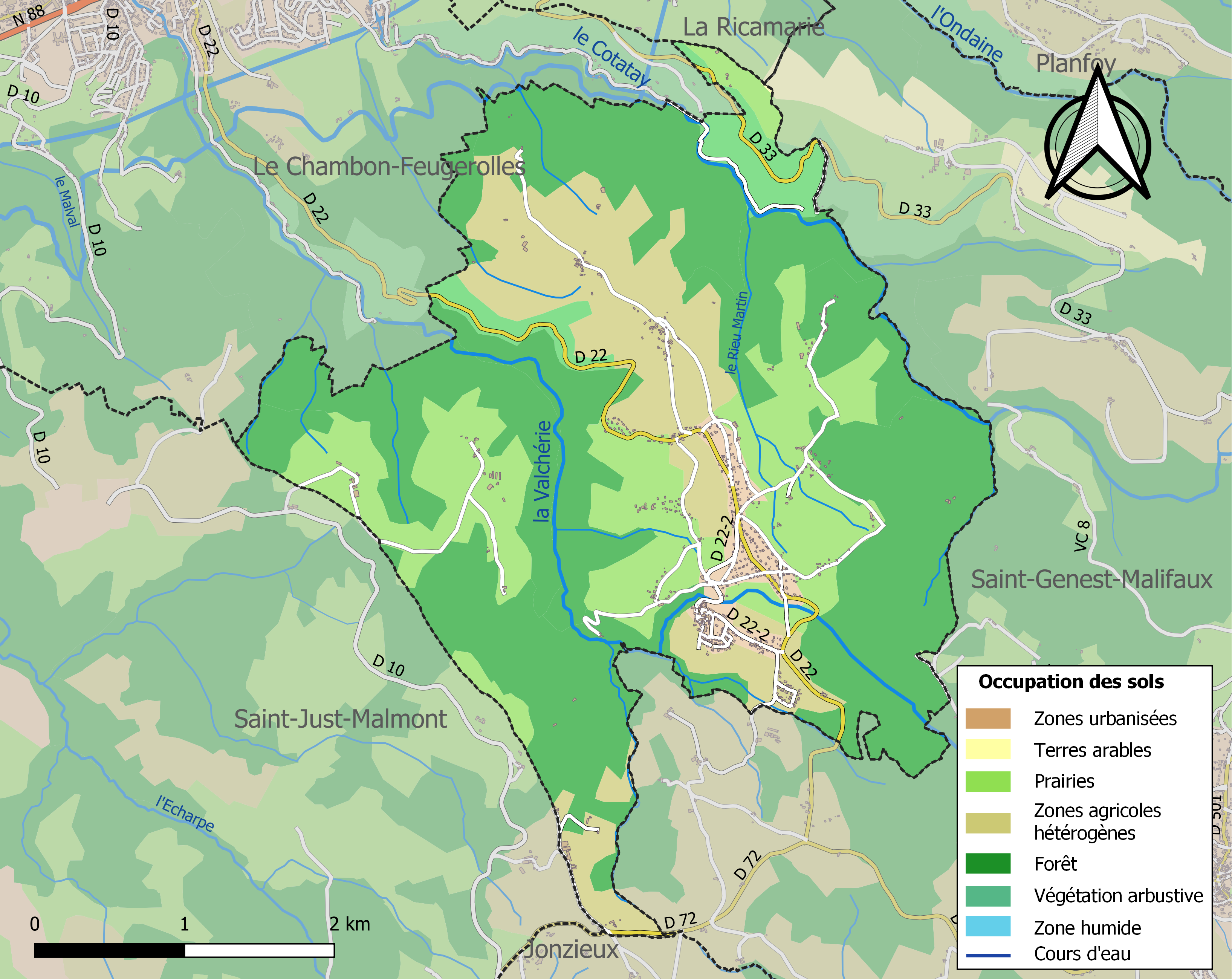
Carte des infrastructures et de l'occupation des sols de la commune en 2018 (CLC).

## Histoire
Le village de Saint-Romain-les-Atheux s'est développé au XIIIe siècle autour d'un prieuré bénédictin. L'origine du mot Atheux est controversée. L'hypothèse la plus plausible est une déformation du mot gaulois Attegiat, qui désigne une cabane de berger. Ce nom a subi de multiples altérations dans le temps avant de trouver sa forme définitive en 1789.
Le prieuré bénédictin dépendait de l'abbaye d'Ainay et passa ensuite à la nomination du prieur de Saint-Julien-en-Jarez, qui relevait également de l'abbaye d'Ainay. En 1580, Saint-Romain-les-Atheux et Saint-Julien-en-Jarez furent unis au collège de la Trinité de Lyon, appelé le Grand Collège.
En 1593, les Bénédictins, fondateurs du prieuré laissèrent place aux Jésuites. L'actuelle mairie, bâtie à partir de la maison d'œuvres, porte le blason des Jésuites.
Le bourg s'est fortement transformé au XXe siècle. Devant l'église trônaient deux arbres géants abattus dans les années 1920 pour permettre aux automobiles de tourner dans le village.
La commune de Saint-Romain possède sur son territoire le barrage de Cotatay. Construit entre 1901 et 1904 par l'entreprise Brahic et Thomas de Paris, il culmine à plus de 45 mètres, pour un rayon de 300 mètres et une contenance de 900 000 mètres cubes. Sa réalisation, envisagée dès 1869 et encouragée par la réalisation de Rochetaillée, a coûté 1 050 000 francs, un budget qui nécessita la participation de Firminy et de nombreux emprunts. Il est alimenté par les nombreuses sources des bois alentour et son achèvement donna lieu le 28 octobre 1906 à un banquet de plus de 1000 couverts.

## Démographie
L'évolution du nombre d'habitants est connue à travers les recensements de la population effectués dans la commune depuis 1793. Pour les communes de moins de 10 000 habitants, une enquête de recensement portant sur toute la population est réalisée tous les cinq ans, les populations de référence des années intermédiaires étant quant à elles estimées par interpolation ou extrapolation. Pour la commune, le premier recensement exhaustif entrant dans le cadre du nouveau dispositif a été réalisé en 2008.

En 2022, la commune comptait 949 habitants, en évolution de −1,96 % par rapport à 2016 (Loire : +1,32 %, France hors Mayotte : +2,11 %).
| 1793 | 1800 | 1806 | 1821 | 1831  | 1836  | 1841  | 1846 | 1851 |
| ---- | ---- | ---- | ---- | ----- | ----- | ----- | ---- | ---- |
| 725  | 392  | 832  | 934  | 1 203 | 1 018 | 1 005 | 935  | 940  |

| 1856 | 1861 | 1866 | 1872 | 1876 | 1881 | 1886 | 1891 | 1896 |
| ---- | ---- | ---- | ---- | ---- | ---- | ---- | ---- | ---- |
| 786  | 846  | 819  | 703  | 691  | 733  | 784  | 752  | 752  |

| 1901 | 1906 | 1911 | 1921 | 1926 | 1931 | 1936 | 1946 | 1954 |
| ---- | ---- | ---- | ---- | ---- | ---- | ---- | ---- | ---- |
| 729  | 618  | 578  | 514  | 490  | 478  | 429  | 360  | 378  |

| 1962 | 1968 | 1975 | 1982 | 1990 | 1999 | 2006 | 2008 | 2013 |
| ---- | ---- | ---- | ---- | ---- | ---- | ---- | ---- | ---- |
| 347  | 342  | 385  | 700  | 780  | 816  | 905  | 931  | 972  |

| 2018 | 2022 | - | - | - | - | - | - | - |
| ---- | ---- | - | - | - | - | - | - | - |
| 951  | 949  | - | - | - | - | - | - | - |

## Culture locale et patrimoine

### Lieux et monuments
- Église Saint-Romain de Saint-Romain-les-Atheux.